# 2004年興達罷工事件
位於台灣新竹縣的興達股份有限公司由於欠薪、離退辦法與無預警解僱等問題，導致其工會於2004年8月12日至9月3日進行罷工。此次罷工是桃園、新竹及苗栗地區自1989年遠東化纖罷工事件後15年來的首次罷工；而當時興達工會成立還未滿月便站上罷工火線，在工人運動史上亦屬少見。

## 事件背景
興達公司經營製罐工業，曾承製「台灣啤酒」、「舒跑」等飲料罐，此外在大陸地區也設有製罐廠與化妝品工廠，其施姓負責人曾代理路易·威登皮包在台灣的經銷權。該公司在台灣設有新竹（工業區）、新豐（中崙）二廠，分別生產鐵、鋁罐。
該公司近年由於財務不穩，不時欠薪、2004年3、4月間拖欠薪資達兩個月，前年度年終獎金亦拖欠未發。該公司先前雖有員工試組工會，卻屢遭瓦解。5月28日，興達員工在新竹縣產業總工會的協助下組成自救會，與資方協議欠薪問題與離退辦法。興達工會於7月17日正式成立，此時雙方雖就欠薪部份達成協議，而資方對離退辦法、職工福利金、勞工退休準備金等問題卻無正面回應。
7月30日，資方向工會表明將自8月4日起分三批裁減新竹廠所有員工。工會認為公司本業利潤仍高，而在2004年5、6月間，公司負責人又涉嫌違法掏空公司，當時已遭法務部調查局調查。所以對台灣《勞動基準法》第11條「裁員要件」中「虧損或業務緊縮」的條件符合與否，尚有疑慮；而資方僅以口頭告知工會即將裁員，也牴觸《大量解僱勞工保護法》的程序（即：60日前提出計畫、與工會協商、協商不成由主管機關協助進行）；此外，資遣費又以分期支票給付，未依《勞動基準法》於解僱後30日內給付完畢。基於上述理由，興達工會反對裁員，並要求勞雇關係在達成共識前繼續存在；但資方仍停止新竹廠員工的勞健保與午餐供應，並禁止被裁員工入廠。
8月5日，新竹縣政府介入調解，失敗。8月10日，新竹縣政府多位官員至公司協商，公司同意恢復被裁會員勞健保至月底；新竹縣政府、新竹縣產業總工會也解釋了資方的合法部分，但對於違法部分則略過不提；僅在勞方表達異議後，新竹縣政府才表示將依法查處。8月11日下午5點，工會召開會員大會，150名會員中有142員出席領票，除一票廢票（遭雨水淋濕）以外全數通過罷工。罷工於9月12日上午8點正式開始；此時興達工會成立方25天，還是當時全台灣最年輕的工會。

## 工會訴求與口號
1. 反對理由、程序都違法的裁員
2. 依法提撥職工福利金並重組福利會
3. 依法提撥勞工退休準備金並重組監督委員會
4. 口號：

檢調查掏空　老闆裁工人
中年失業　情何以堪
有單不接　接單外包　假性虧損　解僱違法
老闆掏空　工人受害　違法解僱　抗爭到底

## 罷工進程
- 8月16、17日：130餘名工會會員北上勞委會、證券期貨局、台北市政府勞工局與交通銀行陳情，並至負責人投資經銷的路易·威登旗艦店前演出行動劇。行動劇的媒體效果尤大。
- 8月20日-31日：陸續在新竹縣政府、新豐廠辦公室、台北總公司與新豐廠罷工布棚內進行七次談判。
- 8月31日-9月2日：勞資連續三天談判。9月2日傍晚達成協議，工會取消後續的北上行動。
- 9月3日：工會召開會員大會，通過停止罷工。

## 協商結果
- 資遣費一般以 1.3 個基數計算，所謂「優惠」退休者以 1.5 個基數計算。9、10月先付8萬，11、12月各付 10%，餘份最長分 36 期給付。勞資雙方對此互有讓步。
- 公司發給每人一萬元，資方稱之「中秋慰問金」，工會稱之「罷工期間薪資」。
- 全體會員年資結清後，公司預定再僱用五分之三左右的會員，並承諾不排除工會理監事。

工會將另行成立興達員工互助會，以協助留、離廠會員確認每期支票是否兌現，並舉辦「畢業旅行」、編印「畢業紀念冊」及定期連絡維繫感情等等。

## 特點

### 逆境
- 興達工會當時成立未滿周月，在關廠或大幅裁員迫在眉睫的情況、工會只有「自救會」兩個月期間的運作經驗；組訓、教育的工作亦極欠缺。
- 當時公司旺季將過，停工的效應較有限。此外，由於興達公司大量接單外包，廠內停工所造成的壓力很小。真正給公司壓力的是藉著罷工在官方、在媒體、在銀行界以及在土地買賣過程中給資方造成的困擾。
- 新竹、新豐二廠的員工年資不同（新竹廠員工年資不滿三年，新豐廠員工則多在十年以上），而新豐廠眼下尚無裁員危機，甚且傳出「留用三分之二」的風聲。兩廠員工在利益不同調的情形下，最後仍能合作抗爭。

### 工會地位訴求
工會在抗爭中除了提出與離退、職工福利金相關的訴求外，還要求資方爾後承認並尊重工會，並提供工會辦公室；如此訴求在台灣工運史中尚屬少見（通常只有錢的問題才與會員切身利益相關，才能爭取會員高度認同）。1989年遠東化纖罷工與1992年基隆客運罷工也關乎工會問題，此前不久的2004年信立化學罷工事件卻未將「常務理事復職」列入罷工訴求。

### 紀律問題
一般工會極少將會員除名，除非是在罷工等非常時刻，才以紀律考量行之。興達工會監事會在罷工投票之前，就向會員大會提報了兩名會員的除名案；罷工期間又陸續除名四名會員，於罷工結束時報大會追認。遭除名者無法享有會員的部份物質利益。
期間在罷工區內發生了飲酒情事，小組聯絡亦欠落實。但未造成大問題。

### 其它團體的介入
勞動黨桃竹苗勞工服務中心在自救會階段便積極介入。
新竹縣產業總工會是唯一全程參與的縣級總工會，提供了行政、硬體、文宣、媒體與友會連繫工作。下屬的新三興、台灣日光燈、寶順、南順等十幾家會員工會經常到場聲援；其中的寶順工會、南順工會同為製罐業，限於當時工運的大環境，無法抵制興達轉包的訂單，但是仍全程參與抗爭。
當時的新竹縣議員林為洲全程參與抗爭，新竹縣議員陳壂全也曾經到場協助。